# Daniel David Burgdorfer

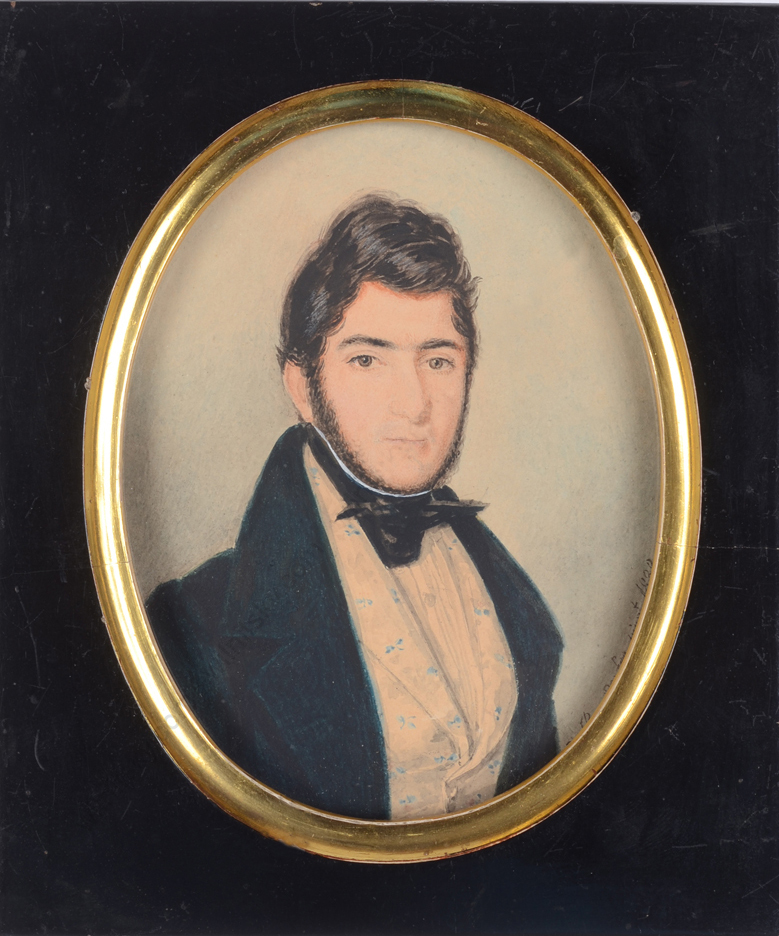
Porträt eines jungen Mannes

Daniel David Burgdorfer (* 19. Juni 1800 in Bern; † 15. Juni 1861 in Lausanne) war ein Schweizer Maler, Kupferstecher, Aquarellist und Zeichenlehrer.

## Leben
Daniel David Burgdorfer war geboren als Sohn des Kunst- und Buchhändlers Johann Jakob Burgdorfer aus Eggiwil, Kanton Bern. Er begann seine Lehre 1818 in Bern beim Miniaturisten Pierre-Louis Bouvier (1765–1836).
Er erlernte auch die Kupferstichkunst in Nürnberg bei Friedrich Geissler. Burgdorfer stellte seine Werke auf Kunstausstellungen 1824, 1830 und 1840 aus. Im Jahre 1834 siedelte er nach Lausanne um, wo er Marie Louise Françoise Genton heiratete. Im Jahre 1849 wurde er zum Zeichenlehrer in einer Mädchenschule in  Lausanne berufen und behielt diesen Posten bis 1859.